# Снежана Ћирић Костић
Снежана Ћирић Костић (Краљево, 10. фебруара 1967) доктор је академских наука у области машинства. Запослена је на Факултету за машинство и грађевинарство Универзитета у Крагујевцу у звању доцента.

## Биографија
Године 1985, уписала је основне академске студије на Машинском факултету Универзитета у Београду, да би академско образовање наставила на одељењу овог факултета у родном граду. Дипломирала је 1990, би се одмах потом вратила у Београд, где је окончала постдипломске студије на смеру за опште машинске конструкције. Докторску дисертацију у области конструисања машинских система одбранила је у Краљеву. Стручно се усавршавала током боравка на Универзитету у Болоњи, односно студијских путовања у Немачкој и Хрватској. На Факултету за машинство и грађевинарство Универзитета у Крагујевцу, са седиштем у Краљеву, изабрана је у звање доцента. Од 2011. до 2013. године руководила је пројектом ИМПулс, у оквиру ког је касније основала лабораторију 3Д Импулс. Лабораторија је оформљена средствима Европске уније, а налази се у склопу факултета. Крајем 2016. факултет је добио грант за пројекат подстицања 3Д штампе у малим и средњим предузећима, који води Снежана Ћирић Костић.
Ради на катедри за основне машинске конструкције и технологије материјала, а наставу држи на предметима Машински елементи, односно Развој и дизајн машина. Учествовала је у 9 националних и 4 међународна пројекта и објавила 45 саопштења на научним конференцијама. У научним часописима нашло се 12 њених радова. Чланица је тима међународног центра за науку и иновације Тачка пресека, који за циљ има ојачање веза између науке и друштва у средњој и југоисточној Европи.
Председница је балетског студија „Арт Денис Касаткин“.